# タリベ
タリベ（仏語: Talibé、アラビア語: طالب「学生」の意）とは、主にセネガル・ガンビア・ギニアビサウ・マリ・モーリタニアなどを出自とする、ダーラ（マドラサに相当するセネガルの教育施設）でコーランを学ぶ少年たちのこと。指導はマラブーと呼ばれる教師によって行われる。
ほとんどの場合、タリベは親元を離れてダーラに寄宿する。ダーラの制度下では、マラブーのタリベに対する物乞いの強要や体罰、不十分な管理などが常態的に見られ、その実態に鑑みて、児童虐待に相当するものであるとして国際社会から批判にさらされている。
セネガルではタリベという言葉は、例えば政党の過激派支持者を示す場合などより広い意味で使われている。

## 概要

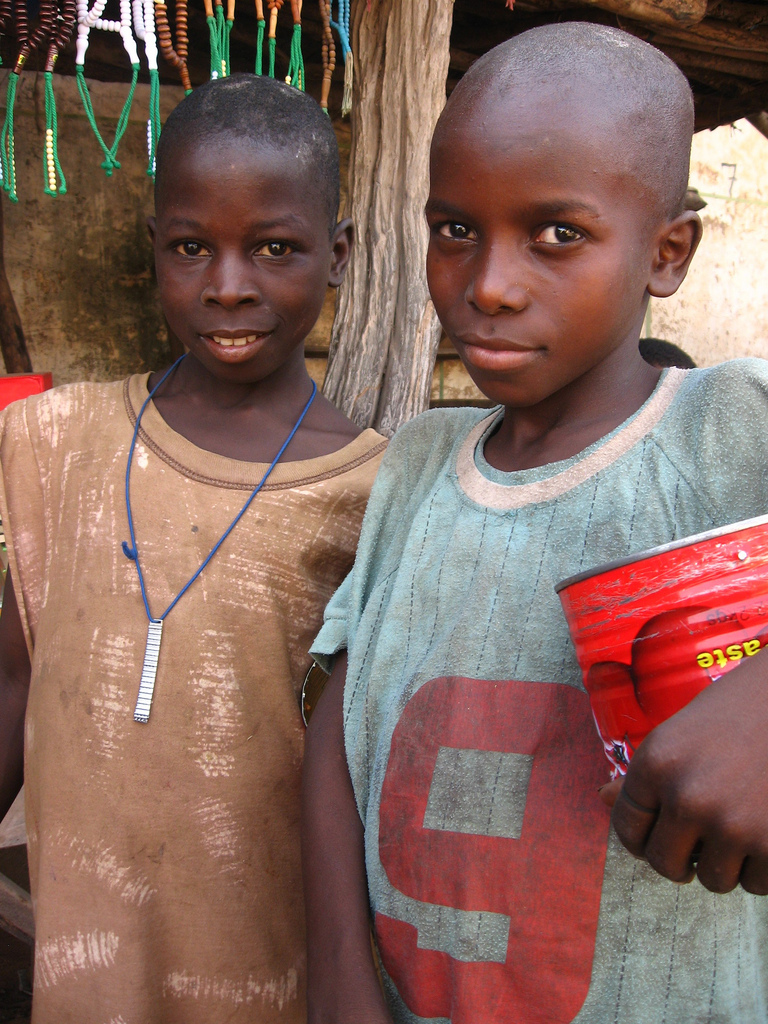
タリベの少年たち（セネガル・ヴェリンガラ）

タリベのマラブーに対する関係は、一種の「奉仕と厳格な服従」である。マラブーはタリベに対して指導・保護・とりなしの祈りを行う。タリベのマラブーへの忠誠は、経済的なサポート、ないし十分の一税によって示される。
セネガルにおけるタリベに対する見方は様々である。タリベの育成を奨励する人々・民族集団・宗派もあれば、こうした慣習を拒絶する者もある。支持する人々の中でも、良しとするダーラの運営方法については幅広い意見がある。
親が子をダーラに送る動機としては多くの理屈がある。経済的な事情による事実上の養子、マラブーの所属するムスリム同胞団との関係作りによる子供の将来の確保、マラブーとしてのキャリア形成の準備などである。ドナ・L・ペリーは、タリベの親を「無知な伝統主義や経済の犠牲者」、あるいはマラブーを「近代のストレスによって歪められた」存在として描くことに異議を唱えている。ウォロフ族の農民に対するインタビューに基づき、タリベの養育の普遍性は「急激な人口増加・貧困の深刻化・新自由主義政策」への対応などではなく、本質的に西アフリカ社会の価値観に結びついたものであると彼女は主張する。タリベの窮状に対する社会経済的な見地は、ペリーによれば、「文化帝国主義の告発を避ける」ためのNGOの意図的な戦略であるという。

## 歴史
ダーラは数百年の昔から存在したが、フランス植民地時代に劇的に伸張した。20世紀の後半にはアラブ式のmedersa（マドラサ）が好まれるようになり、農村部のダーラの数は減少した。マドラサは、農民が就学時間外で子供を働かせることを可能にし、世俗的かつコーランに基づく教育を提供し、子供の苦痛を軽減したため、人気が高まった。 この間、多くのダーラが都市部に移動した。
1992年、ユニセフはタリベの認知度を上げる5か年計画を立ち上げ、マラブーと協力してタリベの生活条件を改善しようと試みた。1997年は、この取り組みは臨時的に複数のNGOで採択された。これらの機関は、必ずしもタリベに利益にならないマラブーへの資源供給というユニセフのモデルの欠陥を是正しようとした。タリベは今日までセネガル社会において言論の的となっている。

## タリベへの虐待

### 起源
物乞いはタリベに特徴的な行為であり、マラブーの畑からの収穫でダーラでの需要をまかなえなかった場合に、食事の供給を補うための食料を求めるのが慣例であった。 都市部におけるダーラの増加は、ダーラを維持する伝統的な支援の形態に根源を持つ。セネガル社会における喜捨の普遍性は、子供たちが都市部で物乞いによって稼ぐことを可能にしている。1970年代の都市部のダーラでは、マラブーが収穫期に村に戻ることができるよう季節的に運営されているところもあった。しかし、都市部のダーラも経済的に通年運営できるようになっていった。
時とともに、マラブーは都市に留まるようになった...（都市では）子供が毎日お金・砂糖・米をもらってくるのに、どうして長時間畑仕事をせねばならない村に戻る必要があろうか？
ペリーは、上の見方は都市部のダーラだけがタリベを搾取しているかのような印象を与えかねないと警告している。都市部と農村部のダーラは「同じであり、ただ一つ違うのは、都市部のタリベの〈農場〉は都市の街路であり、〈収穫〉がピーナッツではなく現金であることだけである」と彼女は主張する。
タリベを召し抱えるというマラブーの習慣は、ほとんどの場合国の規制の対象とならず、この関係性の悪用が起こるのを助長している。セネガル政府は最近、虐待を減らすために国の規制するダーラを創設した。しかしタリベが住む都市部のダーラは、コーラン学校の最も一般的な形態である。

### 虐待の実態
マラブーの中には、タリベにコーランを教えるのではなく、主に路上での物乞いを強いるなどして、彼らを労働力として搾取する者もある。この搾取的性格は、タリベを病気・怪我・死・身体的虐待、性的虐待などの危険にさらしている。

#### 強制労働

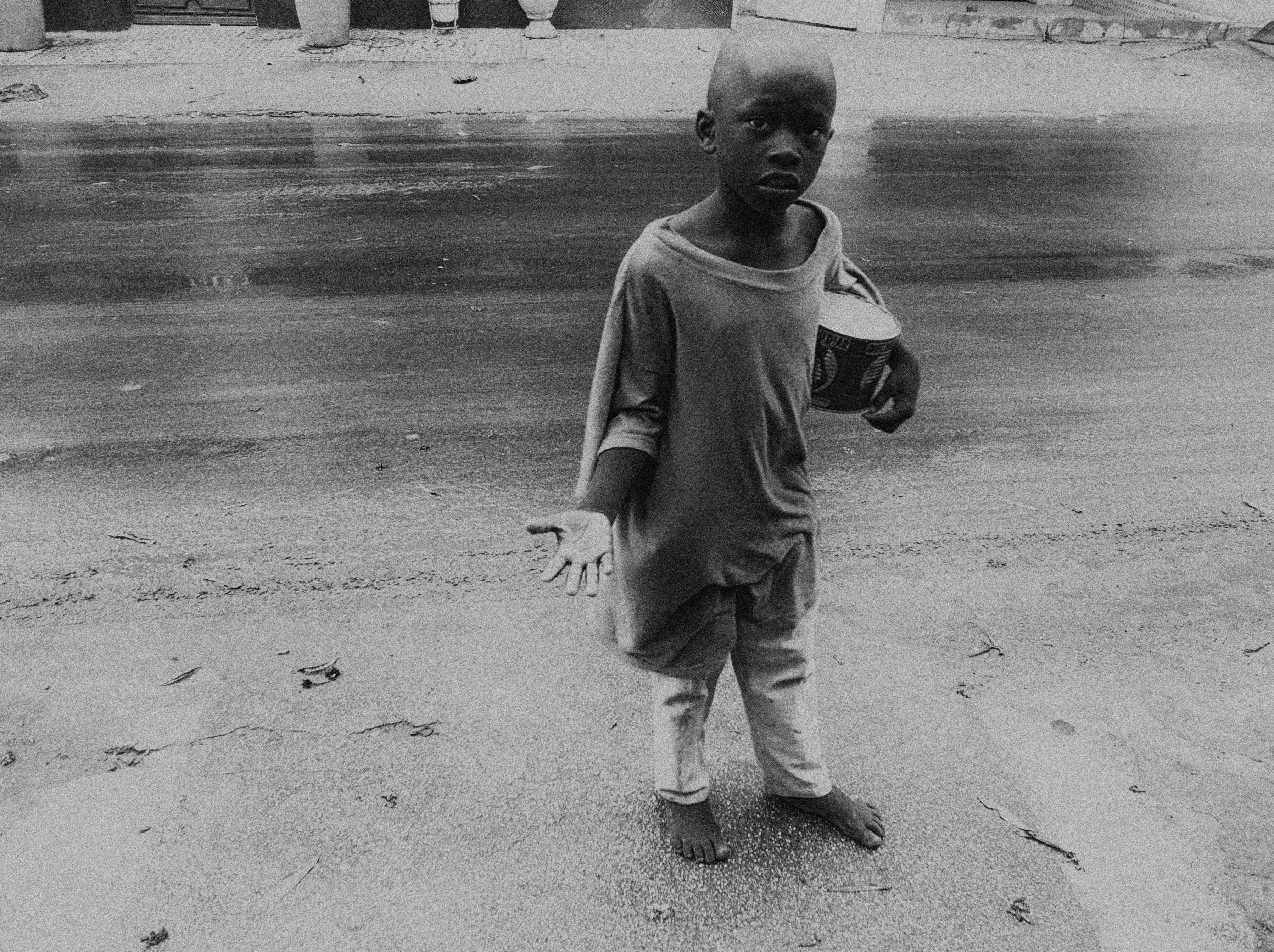
物乞いをするタリベ

最近の研究によれば、タリベは平均して1日8時間未満、毎日物乞いしている。タリベが毎日得なければならない正確な合計は、ダーラごとに異なる。175人のタリベを対象に調査した結果、マラブーが要求する平均金額は373CFAフラン（0.79米ドル）で、慣例的に喜捨が増える日には445 フラン（0.94米ドル）になる。世界銀行の統計では、セネガルの人口の30％は1日当たり593フラン（1.25ドル）で、55％は949フラン（2.00ドル）未満で生活している。これは、タリベがマラブーに要求されるノルマを満たす難しさを浮き彫りにしている。金銭的ノルマに加えて、砂糖や米などの基本食料のノルマを設定するマラブーもいる。

#### 身体的虐待
タリベは時として、金銭や基本食糧のノルマを満たすようマラブーに要求される。ノルマを満たせない場合、身体的虐待につながることもある。ヒューマン・ライツ・ウォッチ（HRW）は、少年たちが呈する電気ケーブル・クラブ・杖の使用による傷痕やみみず腫れについて文書にまとめた。
年長のタリベや助手のマラブーが、日々のノルマを満たせなかったり遅れた際の年少のタリベへの罰を担当している場合もある。その他にも、マラブーがダーラに住む子供たちを監督せず、年長のタリベが年下のタリベから物を盗んだり、身体的・性的な虐待をするのを放置している例もある。

#### 不十分なケア
タリベが基本的な部屋や食料といった最低限の供給を得られることはめったにない。ノルマを達成できなかった罰としてダーラから締め出される場合もある。このような場合、その少年はさらに長い時間物乞いをしたり、路上で寝ることを余儀なくされる。毎年何百人ものタリベが虐待をするマラブーの元を逃げ出し、都市部におけるストリート・チルドレン問題の一因になっていると推定されている。マラブーの要求を満たせないことによる罰への恐怖は、タリベによる窃盗の事例を増やすことにもつながる。
都市部のダーラでの生活条件は、栄養失調・衣服や履物の不足・病気の蔓延・不十分な医療的措置に象徴される。多くの場合、タリベは病気の際も物乞いをして自分の治療費を稼ぐことを求められる。都市部のダーラは多く過密かつ不衛生で、流水に乏しい。粗末な構造物がダーラとして利用されることで、そこに住む子供たちがこうした要素にさらされることとなる。

#### 性的虐待
タリベに対する性的虐待の程度に関してはほとんど研究が行われていない。しかしHRWは、年長のタリベや助手のマラブーによるダーラ内でのレイプの例をいくつか記録している。ダーラでの暴力から逃げてきて路上で生活する子供に対しても、レイプが行われている事例が報告されている。こうした事例は目撃者のタリベや被害者を支援するソーシャルワーカーへのインタビューに記録されている。

#### 虐待の程度
セネガルの首都ダカールの子供の物乞いに関する2007年のユニセフの研究によれば、「物乞いをする子供の大部分（90%）はタリベである」。ユニセフはこの中で、セネガルでは5万〜10万人のタリベが物乞いをしていると推定している。2010年の報告では、タリベの数は増加傾向にあると示唆される。ただし他の研究では、「ストリート・チルドレンの数の推計は、かなりの部分弾力的な、漠然とした定義に依拠している」とも警告している。実際、こうした主張を実証しうる公式の統計は存在しない。アラブ式のマドラサの増加によってタリベの数は減少していると答える者もいる。
HRWは、マラブーが享受する社会的地位が「マラブーがタリベの子供に対して行使する物乞いの強制やその他の虐待の増加に与する者」をつけ上がらせてきた、と警鐘を鳴らす。ペリーは「マラブーへの崇敬とタリベ制度の尊重は支配的なイデオロギーかも知れないが、今にも昔にも、統一されたこともなければ反対意見がなくなったこともない」と慎重に同意している。

### 人権問題
タリベの扱いを国際条約にどう絡めるかについては様々な議論が存在する。

#### 奴隷制度
マラブーがタリベに対し、子供に物乞いを強要するためにその監護権を得ている場合、これは奴隷制度廃止補足条約に定義されるところの「奴隷制類似の慣行」の定義に当てはまると主張するNGOもある。この条約は「児童もしくは青年またはその労働の搾取を目的として」児童を収受することは、条約の対象となる奴隷制類似の慣行であると述べている。

#### 強制労働
強制労働に関する条約は、強制労働を、「処罰の脅威によって強制され、また、自らが任意に申し出たものでないすべての労働」と定義している。この条約は、批准国に「強制労働を完全に廃止する」義務を課している。
国際労働機関は、タリベを労働力として搾取する慣行は、最悪の形態の児童労働条約の対象にもなるとする見解を示している。これは、その見解によれば、強制的な物乞いは奴隷に類し、また、その労働によって児童の福利を過度の危険にさらすからである。

#### 人身取引
国際労働機関の強制的な物乞いに対する見解に基づき、マラブーが主にタリベから労働力を調達する目的で彼らを輸送することは児童の取引に当たる、とHRWは主張する。人身取引議定書の第3条（c）では、人身取引の定義に、「搾取の目的で児童を獲得し、輸送し、引き渡し、蔵匿し、または収受すること」を含めている。

#### 児童の権利条約
児童の権利条約は、第一義的な監護者、および第一義的な監護者に対する援助を行うべき国の能力に関して、児童の適切な生活水準への権利を定めている。HRWは、国、父母およびマラブーがタリベの適切な住居、監護および栄養の監督を怠っていることは児童の権利条約に違反すると主張している。
HRWは、児童の権利条約に違反するその他のタリベへの虐待として以下を引用している。
- 物乞いの強制 - これがタリベを相当の危険にさらしている。HRWはタリベが路上で物乞いしようとする際の自動車事故で死んだ事例を文書にまとめている。HRWは、危険な仕事にさらすことは、タリベの身体・精神のみならず命をも脅かすと主張する[41]。
- 体罰 - 学校での体罰は、国連の児童の権利に関する委員会において、児童の権利条約が廃止を求める類の暴力として表明されている。
- 教育 - 子供の教育が長時間に及ぶ物乞いによってほぼ完全に無視されており、これは結果的に児童の権利条約の違反であるとHRWは主張する。
- 性的虐待 - 児童の権利条約は児童を性的虐待から保護する措置を取ることを国に求めている。
- 余暇 - マラブーがタリベの余暇を否定した場合、これは児童の「休息及び余暇」についての権利に反する。

#### 拷問
拷問等禁止条約は、当該行為が国家公式に実行される場合にのみ適用される。しかし、同条約を監視する委員会は、以下のような意見を述べた。
国家当局が（…）拷問や虐待行為が（…）民間主体によって犯されていると信じる合理的根拠を知っているか、または合理的根拠がある場合には、条約と一貫してそのような（…）民間主体を阻止、捜査、訴追、 処罰する相当な配慮を行わない[場合には]、国が責任を負い、その当局者は、当事者、共謀者、またはさもなくば、条約の下で、このような容認されない行為を承認し、またはこれに同意した責任者と見なされるべきである。
ストレスポジションや拘束など、タリベに対して行使される罰を踏まえて、HRWはこの条約がタリベに対して拷問の類が起こっていると解釈できると主張する。
セネガル国内でタリベの問題に対応する主導的な機関である、同国のNGO・XALAATによる報告では、この主題が極めて物議をかもしている一方で、コミュニティによってはダーラのほとんどで虐待が非常にありふれた慣習であることの決定的証拠がある。加えてこのNGOは、この問題に今まで見て見ぬふりをしてきた様々な集団を結びつけるよう、この分野の専門家たちを効率的に仕向けてきたと主張している。